# 박출률
박출률(ejection fraction, EF, 박출분율, 박출계수, 박출율)은 수축(또는 심장 박동)이 있을 때마다 방(보통 심장)에서 배출되는 체액(보통 혈액)의 부피 비율(또는 전체의 일부)이다. 이는 심장 심방, 심실, 담낭, 또는 다리 정맥을 의미할 수 있지만, 지정되지 않은 경우 일반적으로 심장의 좌심실을 의미한다. EF는 심장의 펌핑 효율을 측정하는 척도로 널리 사용되며 심부전 유형을 분류하는 데 사용된다. 한계가 있음에도 불구하고 심부전의 심각도를 나타내는 지표로도 사용된다.

## 같이 보기
- 심근수축력
- 세포액(cytosol)
- 세포질(cytoplasm)